# بايرن ميونخ موسم 2000–01
حقق نادي بايرن ميونخ الألماني ثنائية تاريخية، حيث حصد لقبه الأول في كأس أوروبا منذ أكثر من 25 عامًا، بالإضافة إلى فوزه بلقب الدوري للمرة الثالثة على التوالي. تم الفوز بلقب دوري أبطال أوروبا بعد الهزيمة غير المتوقعة في اللحظات الأخيرة أمام مانشستر يونايتد في النهائي قبل عامين.